# Permoserstraße (Leipzig)
Die Permoserstraße ist die Hauptausfallstraße Leipzigs nach Osten. Sie ist Teil der Bundesstraße 6 und Zubringer zur Autobahn 14. Sie ist benannt nach dem Barockbildhauer Balthasar Permoser (1651–1732).

## Verlauf
Das Anfangsstück der Permoserstraße beginnt an der Volksgartenstraße im Ortsteil Schönefeld-Ost und endet nach 260 Metern vor der Adenauerallee. Letztere geht an der Torgauer Straße in den 5,4 Kilometer langen Hauptteil der Permoserstraße über. Dieser verläuft in östlicher Richtung bis kurz vor die Kreuzung mit der Theodor-Heuß-Straße zweispurig und ist bis vor die Stadtgrenze, an der die Permoserstraße endet, vierspurig ausgebaut. Dabei durchläuft bzw. berührt sie die Ortsteile Sellerhausen-Stünz, Paunsdorf, Heiterblick und Engelsdorf.
Die wichtigsten Kreuzungen und Abzweigungen sind die Torgauer Straße (B 87), die Theodor-Heuß-Straße als Leipziger Osttangente, die Klettenstraße und die Heiterblickallee als Zufahrt zum zweitgrößten Leipziger Plattenbaugebiet Neu-Paunsdorf und die Schongauerstraße als Zufahrt zum Paunsdorf-Center.

## Geschichte
Bereits auf einem der Meilenblätter von Sachsen aus dem Jahre 1802 ist eine Wegeverbindung von Schönefeld nach Paunsdorf eingezeichnet, die den Verlauf des Westteils der Permoserstraße hatte und später Paunsdorfer Weg hieß. Deren Bedeutung nahm zu, als etwa auf halbem Wege 1888 der Haltepunkt und spätere Bahnhof Schönefeld an der Strecke vom Eilenburger Bahnhof in Leipzig nach Eilenburg eröffnet wurde.

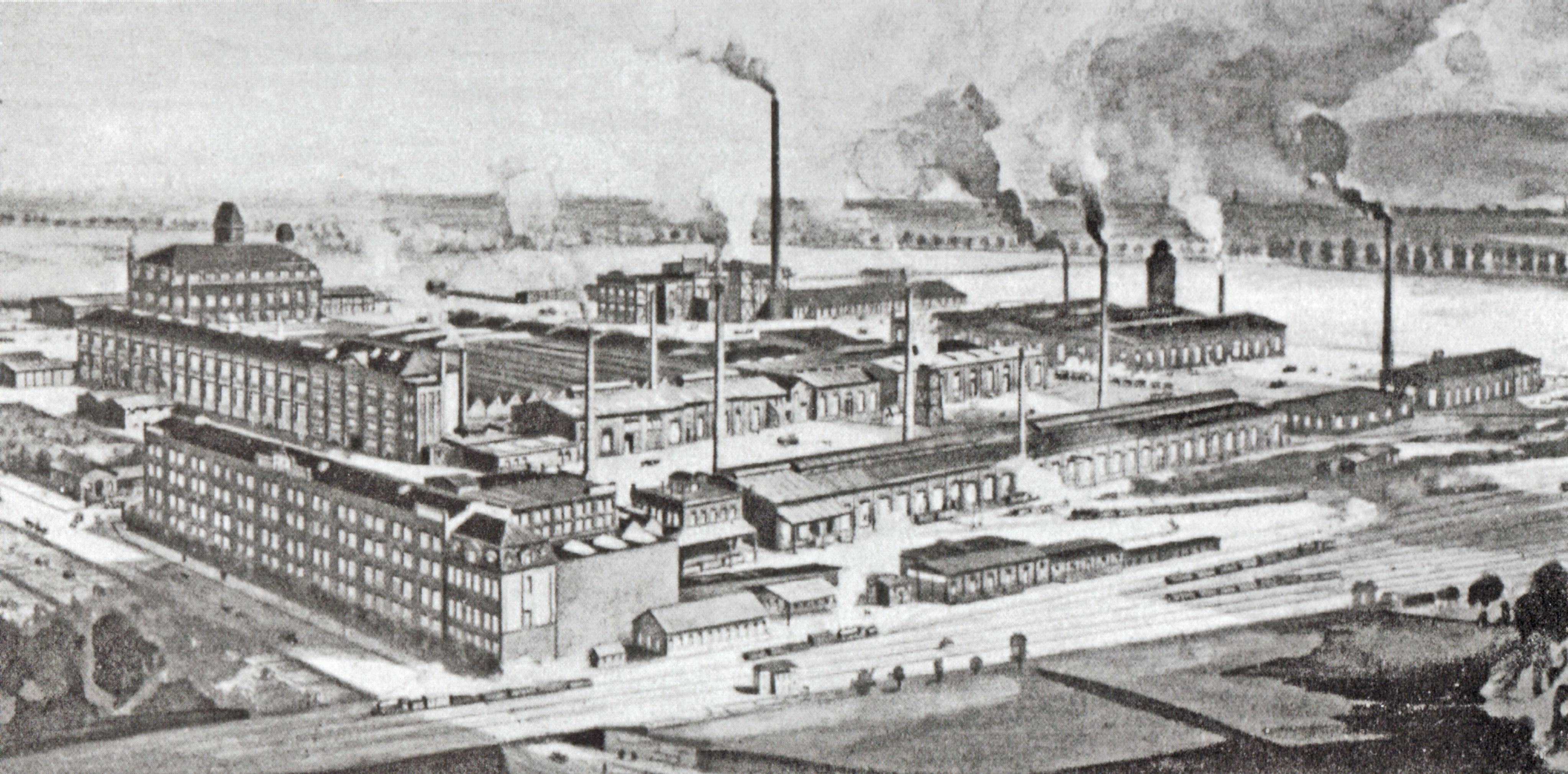
Das HASAG-Gelände 1922.
Unten links der Paunsdorfer Weg

1897 kaufte die in Reudnitz ansässige Metallwarenfabrik Hugo Schneider, ab 1899 Hugo Schneider Aktiengesellschaft (HASAG), das Gelände entlang des Paunsdorfer Wegs zwischen Torgauer Straße und Bahngelände. 1905 verlegte die HASAG auch ihren Verwaltungssitz hierher. Nachdem bereits im Ersten Weltkrieg Munitionshülsen und andere Rüstungsgüter produziert worden waren, entwickelte sich ab 1933 die HASAG zu einem riesigen Rüstungsbetrieb. 1942 entstand hier die Panzerfaust und wurde in großen Stückzahlen hergestellt. In Leipzig und weiteren Zweigbetrieben waren zahlreiche Zwangsarbeiter eingesetzt, 1944 in der HASAG insgesamt 40.000.
1934 wurde der Paunsdorfer Weg in Hugo-Schneider-Straße umbenannt und 1947 diese in Permoserstraße.

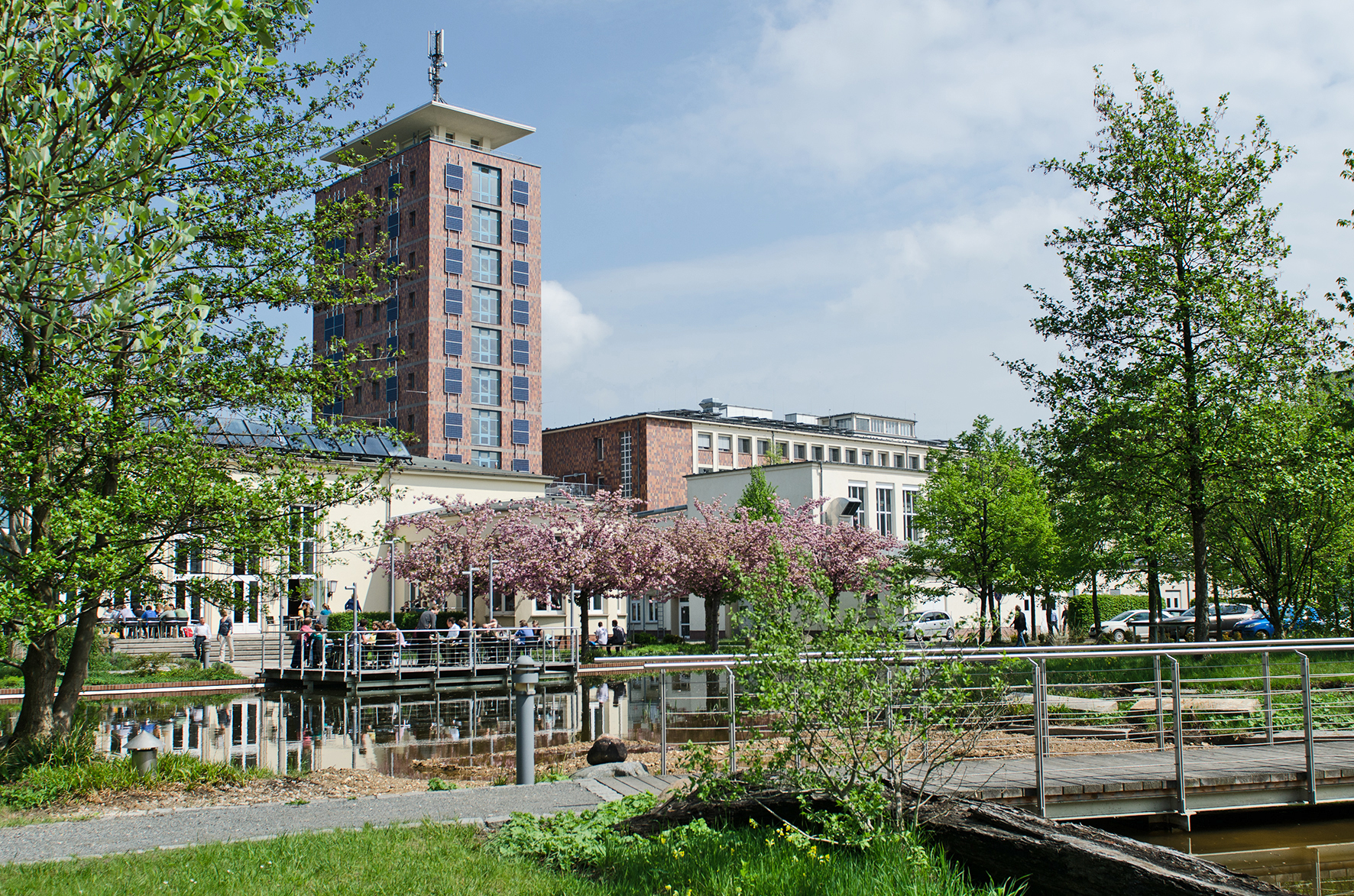
Im Wissenschaftspark, mit dem ehemaligen Kolonnenturm (2013)

Nach dem Zweiten Weltkrieg wurden die Industrieanlagen für Reparationsleistungen demontiert und die Bauten bis auf das Verwaltungsgebäude gesprengt. Ab den 1950er Jahren entstanden auf dem Gelände mehrere naturwissenschaftliche Forschungsinstitute der Akademie der Wissenschaften der DDR, unter anderem mit dem stadtbildprägenden 40-Meter-Turm für Kolonnen zur Isotopentrennung. In dieser Zeit war Permoserstraße das Synonym für die Leipziger Akademieinstitute. Nach Schließungen und Neugründungen von Instituten nach 1991 gründeten diese 1998 den Verein Wissenschaftspark Leipzig, wie das Forschungsgelände nun allgemein genannt wird. Zu ihm gehören unter anderem das Zentrum für Umweltforschung (UFZ), das Institut für Oberflächenmodifizierung (IOM) und das Institut für Troposphärenforschung (TROPOS).

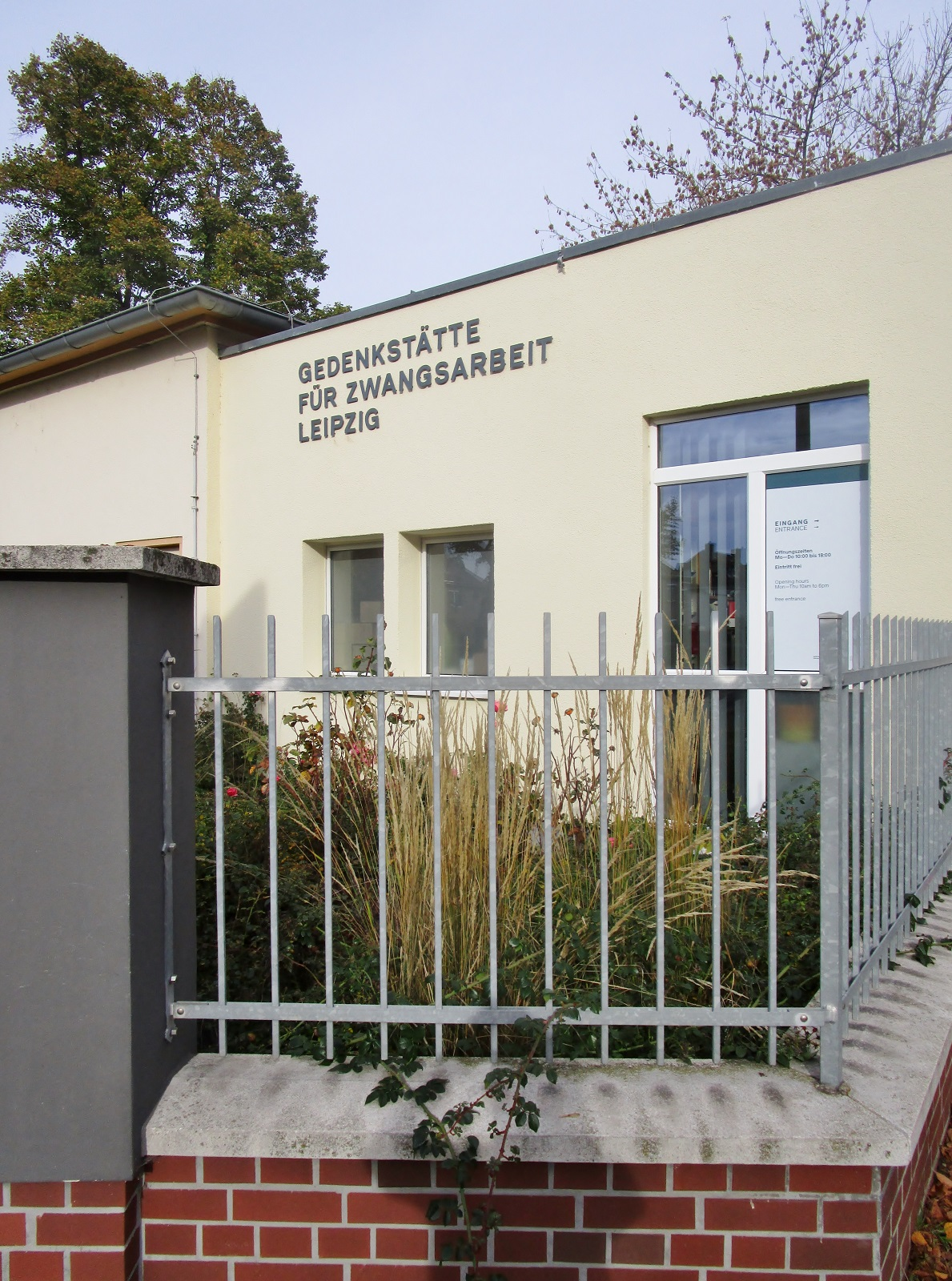
Gedenkstätte für Zwangsarbeit Leipzig (2022)

Bis 1988 endete die Permoserstraße im Osten an der Schwedenstraße (heute Theodor Heuss-Straße). Zum Aufbau von Neu-Paunsdorf wurde sie zunächst als Baustraße nach Osten verlängert und dann als Zufahrt zur neuen Plattenbausiedlung genutzt. Mit der Nordverlegung der B 6 zur Umgehung von Borsdorf und Gerichshain erfolgte schließlich der vierspurige Ausbau bis zur Stadtgrenze.
Zur Erinnerung an die Schicksale der Zwangsarbeiter in Leipzig wurde 2001 im Pförtnergebäude der ehemaligen Akademieinstitute die Gedenkstätte für Zwangsarbeit Leipzig eröffnet.